# Filsen
Filsen é um município da Alemanha localizado no distrito de Rhein-Lahn, estado da Renânia-Palatinado.
Pertence ao Verbandsgemeinde de Braubach.